# Nisien
Nella mitologia gallese Nisien (o Nissyen) è il figlio di Penarddun e Euroswydd, e fratello gemello di Efnisien.
Nel secondo ramo del Mabinogion, Brân il Benedetto, Branwen e Manawydan sono suoi fratellastri. Nisien ed Efnisien hanno personalità opposte: Nisien è tranquillo e generoso, mentre Efnisien è vendicativo e distruttivo.